# Sanctuary (Iron Maiden)
A Sanctuary az Iron Maiden brit heavy metal együttes második kislemeze, amely 1980. május 23-án jelent meg. A címadó szám felkerült a zenekar bemutatkozó albumának amerikai változatára, de az eredeti brit kiadáson nem szerepelt. A kislemez a 29. helyig jutott a brit listán.
A lemezborító komoly sajtóvisszhangot váltott ki Nagy-Britanniában, mivel a képen az akkori brit miniszterelnök, Margaret Thatcher, holtteste felett áll a zenekart megtestesítő figura, Eddie, késsel a kezében. Thatcher egy Iron Maiden plakátot tépett le a falról, ezért kellett meghalnia.
A Sanctuary dal egy korábbi változata a brit heavy metal új hullámát bemutató Metal for Muthas válogatáson már szerepelt az év elején, de az Iron Maiden album készítésekor újra feljátszották a dalt. A B-oldalra két élő felvétel került, melyeket a londoni Marquee Clubban, 1980. április 3-án adott koncertjükön rögzítettek.
A koncertszámok közül a Driftert csak egy évvel később vették fel stúdióban, és ennél az élő változatnál jóval rövidebb formában hallható a Killers albumon. Az I’ve Got the Fire egy 1974-es Montrose-szám feldolgozása; ennek Iron Maiden-féle stúdióverziója a Flight of Icarus (1983) kislemez B-oldalán kapott helyet. A Sanctuary kislemez brit megjelenésével egyidőben Hollandiában kijött egy 4-számos EP-változat is, amelyre a nagylemez nyitódala, a Prowler is felkerült.
1990-ben a The First Ten Years box set részeként adták ki újra a kislemezt CD-n.

## Számlista

### Kislemez
A-oldal
1. Sanctuary (Steve Harris, Paul Di’Anno, Dave Murray) - 3:14

B-oldal
1. Drifter (Live at the Marquee, London 1980) (Harris) - 6:03
2. I’ve Got the Fire (Live at the Marquee, London 1980)  (Ronnie Montrose; Montrose-feldolgozás) - 3:14

### EP-változat
A-oldal
1. Sanctuary (Harris, Di’Anno, Murray) - 3:14
2. Prowler (Harris) - 3:56

B-oldal
1. Drifter (Live at the Marquee, London 1980) (Harris) - 6:03
2. I’ve Got the Fire (Live at the Marquee, London 1980)  (Ronnie Montrose; Montrose-feldolgozás) - 3:14

## Közreműködők
- Paul Di’Anno – ének
- Dave Murray – gitár
- Dennis Stratton – gitár, háttérvokál
- Steve Harris – basszusgitár, háttérvokál
- Clive Burr – dobok